# Patrice Vergriete
Patrice Vergriete (Duinkerke, 4 juli 1968) is een Franse linkse politicus. Hij is burgemeester van de stad Duinkerke sinds maart 2014 en Minister van Huisvesting sinds juli 2023.

## Biografie
Vergriete ging naar school in Duinkerke aan het toenmalige Collège Boileau en daarna het Lycée Jean-Bart. Vervolgens behaalde hij aan de Parijse École Polytechnique een diploma Ingenieur Bruggen en Wegen (Ingénieur des ponts et chaussées) en een doctoraat.
Hij startte zijn professionele carrière bij de OESO en ging daarna op een ministerkabinet werken. Daarna keerde hij terug naar zijn thuisstad Duinkerke, waar hij van 2000 tot 2008 het "Agence d'Urbanisme de Dunkerque" (AGUR) leidde.
Ook in Duinkerke was hij politiek actief. In 2001 werd hij er schepen (adjoint au maire) onder burgemeester Michel Delebarre. Hij legde dat mandaat in 2013 neer en nam deel aan de gemeenteverkiezingen van 2014. In de tweede stemronde werd hij er met 55,53% van de stemmen verkozen tot burgemeester. Hij werd op 17 april 2014 ook voorzitter van de intercommunale Stedelijke gemeenschap van Duinkerke.